# Catharsius rhinoceros
Catharsius rhinoceros là một loài bọ cánh cứng trong họ Bọ hung (Scarabaeidae).